# ワールド・ニーズ・ア・ヒーロー
『ワールド・ニーズ・ア・ヒーロー』（原題：The World Needs a Hero）は、メガデスが2001年に発表したアルバム。スタジオ・アルバムとしては9作目で、サンクチュアリ・レコードへの移籍第1弾アルバム。

## 解説
エイジアやサヴァタージ等で活動してきたアル・ピトレリと、Y&Tやスイサイダル・テンデンシーズ等で活動してきたジミー・デグラッソを新メンバーとして迎えた体制で制作された。サンクチュアリ・レコードの社長であるロッド・スモールウッドの提案により、しばらくメガデスのジャケットに登場しなくなっていたヴィック・ラトルヘッド（バンドのオリジナル・キャラクター）が、再び表ジャケットで描かれた。「リターン・トゥ・ハンガー」は、『ラスト・イン・ピース』（1990年）収録曲「ハンガー18」の続編に当たる楽曲。
バンドは2002年に一度解散しており、本作は結果的に、ピトレリとデグラッソを含むラインナップによる唯一のスタジオ・アルバムとなった。

## 収録曲
特記なき楽曲は作詞・作曲ともデイヴ・ムステインによる。

### アメリカ盤
1. Disconnect - 5:20
2. The World Needs a Hero - 3:52
3. Moto Psycho - 3:06
4. 1000 Times Goodbye - 6:25
5. Burning Bridges - 5:20
6. Promises (Dave Mustaine, Al Pitrelli) - 4:28
7. Recipe for Hate... Warhorse - 5:18
8. Losing My Senses - 4:40
9. Dread and the Fugitive Mind - 4:25
10. Silent Scorn - 1:42
11. Return to Hangar - 3:59
12. When - 9:13

### 日本盤
1. ディスコネクト - Disconnect - 5:20
2. ワールド・ニーズ・ア・ヒーロー - The World Needs a Hero - 3:52
3. カミング・ホーム - Coming Home - 2:35
  - 日本盤ボーナス・トラック
4. モト・サイコ - Moto Psycho - 3:06
5. サウザンド・タイムス・グッドバイ - 1000 Times Goodbye - 6:25
6. バーニング・ブリッジズ - Burning Bridges - 5:20
7. プロミシズ - Promises - 4:26
  - デイヴ・ムステインとアル・ピトレリの共作。
8. レシピ・フォー・ヘイト…ウォーホース - Recipe for Hate... Warhorse - 5:19
9. ルージング・マイ・センシズ - Losing My Senses - 4:40
10. ドレッド・アンド・ザ・フュージティヴ・マインド - Dread and the Fugitive Mind - 4:25
11. サイレント・スコーン - Silent Scorn - 1:43
12. リターン・トゥ・ハンガー - Return to Hangar - 3:59
13. ホエン - When - 9:13

## 参加ミュージシャン
- デイヴ・ムステイン - ボーカル、ギター
- アル・ピトレリ - ギター
- デイヴィッド・エレフソン - ベース
- ジミー・デグラッソ - ドラムス